# Beris cypria
Beris cypria är en tvåvingeart som beskrevs av James 1970. Beris cypria ingår i släktet Beris och familjen vapenflugor.
Artens utbredningsområde är Cypern. Inga underarter finns listade i Catalogue of Life.